# 冷若冰霜
《冷若冰霜》（英語：Frozen）是美國女歌手瑪丹娜1998年2月份發行的歌曲，為她第七張錄音室專輯《光芒萬丈》（英語：Ray Of Light）的首支主打單曲。〈冷若冰霜〉在美國告示牌單曲榜最高成績為第2名，在英國單曲榜則空降冠軍。

## 內容

### 歌曲簡介
〈冷若冰霜〉是瑪丹娜1998年專輯《光芒萬丈》（英語：Ray of Light）發行的首支主打單曲，由瑪丹娜和派屈克·倫納德兩人共同譜寫編製，兩人將這首情歌作品配襯上優美的弦樂聲以及鏗鏘有力的電子節奏，既像瑪丹娜以往情歌的曲風，卻又令人耳目一新。〈冷若冰霜〉別於瑪丹娜以往的電子作品，它在大量弦樂烘托下顯得迷幻，聽起來也更加氣勢磅礡。
在〈冷若冰霜〉的音樂影片中，為搭配歌曲意境呈現出冷艷迷幻的效果，瑪丹娜化身為身處酷寒冰凍沙漠的神秘女巫，但事實上她在MV當中的黑色長髮只是特殊造型，她並未真正將頭髮染黑，且MV的拍攝地點是在加利福尼亞沙漠，實際上並不冰冷。

### 商業成績
〈冷若冰霜〉在1998年3月21日首週進榜就空降第8名，創下瑪丹娜單曲首週成績最高紀錄，不過此紀錄隨即被下一首單曲〈光芒萬丈〉進榜首週第5名的成績超越，〈冷若冰霜〉在隔週上升至第5名，第三週來到它的最高名次第2名，第四週在後繼無力的情況下名次開始往下掉。〈冷若冰霜〉在榜內一共停留了20週，單曲銷售突破50萬張，在1998年告示牌年終百大單曲排名中名列第32名。
在英國單曲榜方面，〈冷若冰霜〉在1998年3月7日空降冠軍，這是她繼1990年的〈風尚〉之後睽違九年再次奪冠的紀錄，〈冷若冰霜〉是她在該榜的第8首冠軍單曲。

### 單曲收錄
〈冷若冰霜〉最早收錄在1998年的《光芒萬丈》（英語：Ray Of Light）專輯中。日後亦分別收錄在2001年發行的《就是娜精選輯》（英語：GHV2）和2009年發行的《娜經典》（英語：Celebration）兩張精選輯中。

## 軼事
〈冷若冰霜〉在推出後幾年，被比利時音樂人Salvatore Acquaviva指控抄襲她1993年的作品〈Ma Vie Fout L'camp〉，該案件一度在2005年勝訴。不過到了2014年，比利時的一家法院對該案做出了結尾判決，這兩首歌現實上都與一首1983年的法國歌曲〈Blood Night〉有相似之處，而兩者之間卻不存在足夠“原創”的剽竊根本，於是比利時境內針對〈冷若冰霜〉長達八年的禁令就此解除。